# Breezin'
Breezin' es el decimoquinto álbum de estudio del guitarrista y vocalista de jazz y soul George Benson. Es su debut en Warner Bros. Records encabezando las listas de éxitos en la categoría Jazz, y alcanzando también el número 1 en las listas de pop y Rhythm & Blues. Breezin' fue certificado triple platino, lo que lo convierte en uno de los álbumes de jazz más vendidos de todos los tiempos.

## Antecedentes
Antes de este álbum, George Benson ya era ampliamente conocido por su inspiración en Wes Montgomery, Charlie Christian y sus colaboraciones con Jack McDuff y Miles Davis. Con el cambio a Warner Bros., Benson marcó un punto de inflexión en su carrera artística. Al grabar el álbum Breezin' que alcanzó el puesto número 1 en los EE. UU. durante dos semanas, y el número 9 en Nueva Zelanda, pronto ganó 2 premios Grammy. Las razones de este éxito fueron varias, como la producción de Tommy LiPuma, los arreglos orquestales y la dirección de Claus Ogerman. Con el respaldo de distinguidos músicos como el baterista Harvey Mason, el percusionista Ralph MacDonald, el bajista Stanley Banks, Phil Upchurch en el bajo y la guitarra y los teclistas Ronnie Foster y Jorge Dalto.

## Premios y ventas
Breezin' marcó el comienzo del período de mayor éxito comercial de Benson, encabezando las listas de álbumes de Billboard Pop, Jazz y R&B. Derivó en dos sencillos exitosos, la canción principal del álbum que se convertió en un todo estándar de fusión de jazz, y This Masquerade, que fue un éxito que se ubicó entre los diez primeros del pop y del R&B. Desde entonces, el álbum ha sido certificado como 3X multiplatino por la RIAA.
El álbum obtuvo múltiples nominaciones y premios en la 19ª Entrega Anual de los Premios Grammy. Allí el álbum ganó los premios a Mejor Interpretación Instrumental Pop para George Benson y de Mejor producción de álbum no clásico para Al Schmitt, a la vez que fue nominado como Álbum del Año por el trabajo de Tommy LiPuma y George Benson. Por su parte This Masquerade recibió el premio Grabación del Año para LiPuma y Benson, mientras que fue nominada como Canción del Año por el desempeño de Leon Russell y a Mejor Interpretación Vocal Pop Masculina por la actuación de George Benson.

## Pistas del álbum
Lado A:
- Breezin' - 5:40 - (Bobby Womack)
- This Masquerade - 8:03 - (Leon Russell)
- Six to Four - 5:06 - (Phil Upchurch)

Lado B:
- Affirmation - 7:01 - (José Feliciano)
- So this Is Love - 7:03 - (George Benson)
- Lady - 5:49 - (Ronnie Foster)

## Intérpretes
- George Benson: guitarra, voz
- Jorge Dalto: piano acústico, clavinet, solo de piano acústico (2)
- Ronnie Foster: piano eléctrico, sintetizador Minimoog, mini-Moog solo (3), solo de piano eléctrico (5)
- Phil Upchurch: guitarra rítmica, bajo (1, 3)
- Stanley Banks: bajo (2, 4 – 6)
- Harvey Mason: batería
- Ralph MacDonald: percusión
- Claus Ogerman: arreglos y director

## Producción
- Tommy LiPuma: productor
- Noel Newbolt: productor asociado
- Al Schmitt: grabación, mezcla
- Don Henderson: ingeniero asistente
- Doug Sax: masterización en The Mastering Lab (Hollywood, California).
- Ed Thrasher: dirección de arte
- Robert Lockhart: dirección de arte
- Peter Palombi: diseño
- Mario Casilli: fotografía

## Listas de éxitos

### Listas semanales
| Nueva Zelanda (Recorded Music NZ) | 9             |                                         |   |
| Estados Unidos (Billboard 200)    | 1             | Estados Unidos (Top R&B/Hip-Hop Albums) | 1 |
| Chart (2021)                      | Peak position |                                         |   |
| Estados Unidos (Top Jazz Albums)  | 12            |                                         |   |

### Listas anuales
| Chart (1976)                          | Position |
| ------------------------------------- | -------- |
| US Billboard 200                      | 19       |
| US Top R&B/Hip-Hop Albums (Billboard) | 4        |
| Chart (1977)                          | Position |
| New Zealand Albums (RMNZ)             | 33       |
| US Billboard 200                      | 26       |
| Chart (1978)                          | Position |
| New Zealand Albums (RMNZ)             | 35       |